# Betty-Ann Grubb
Pour les articles homonymes, voir Stuart.
Betty-Ann Grubb-Stuart-Dent (née le 26 février 1950) est une joueuse de tennis américaine, professionnelle dans les années 1970.
Elle a obtenu ses performances les plus significatives dans les épreuves de double, atteignant notamment la finale à l'US Open en 1977 aux côtés de sa médiatique compatriote Renée Richards.
En 1979, Betty-Ann Grubb-Stuart-Dent s'est fait remarquer à Wimbledon avec sa culotte « Watch it ».
Mariée quatre fois, son deuxième époux est Kenneth Stuart. Avec son troisième, Phil Dent, elle donne naissance à Taylor Dent, lui-même joueur de tennis professionnel dans les années 2000.

## Palmarès

### Titre en simple dames
| No | Date       | Nom et lieu du tournoi         | Catégorie | Dotation | Surface | Finaliste      | Score         |          |
| -- | ---------- | ------------------------------ | --------- | -------- | ------- | -------------- | ------------- | -------- |
| 1  | 01-01-1979 | Avon Futures of Austin, Austin | Futures   | 25 000 $ | NC      | Barbara Jordan | 6-3, 5-7, 7-5 | Parcours |

### Finale en simple dames
| No | Date       | Nom et lieu du tournoi                | Catégorie | Surface      | Vainqueure           | Score    |          |
| -- | ---------- | ------------------------------------- | --------- | ------------ | -------------------- | -------- | -------- |
| 1  | 04-08-1969 | Piping Rock Invitation, Locust Valley |           | Gazon (ext.) | Margaret Smith Court | 6-1, 6-3 | Parcours |

### Titres en double dames
| No | Date       | Nom et lieu du tournoi                | Catégorie | Dotation  | Surface         | Partenaire   | Finalistes                     | Score         |          |
| -- | ---------- | ------------------------------------- | --------- | --------- | --------------- | ------------ | ------------------------------ | ------------- | -------- |
| 1  | 29-01-1979 | Avon Championships of Chicago Chicago |           | 200 000 $ | Moquette (int.) | Rosie Casals | Ilana Kloss Greer Stevens      | 3-6, 7-5, 7-5 | Parcours |
| 2  | 03-03-1980 | Avon Futures of Atlanta Atlanta       | Futures   | 25 000 $  | Dur (int.)      | Ilana Kloss  | Ann Henricksson Candy Reynolds | 7-6, 7-6      | Parcours |

### Finales en double dames
| No | Date       | Nom et lieu du tournoi                | Catégorie      | Dotation  | Surface      | Vainqueures                      | Partenaire         | Score         |          |
| -- | ---------- | ------------------------------------- | -------------- | --------- | ------------ | -------------------------------- | ------------------ | ------------- | -------- |
| 1  | 29-09-1975 | Mission Viejo Tournament Palm Springs |                | 50 000 $  | Dur (int.)   | Chris Evert Martina Navrátilová  | Gail Glasgow       | 6-3, 7-5      | Parcours |
| 2  | 29-08-1977 | US Open Forest Hills                  | G. Chelem      | 250 000 $ | Terre (ext.) | Martina Navrátilová Betty Stöve  | Renée Richards     | 6-1, 7-6      | Parcours |
| 3  | 01-01-1979 | Avon Futures of Austin Austin         | Futures        | 25 000 $  | NC           | Marjorie Blackwood Paula Smith   | Valerie Ziegenfuss | 6-2, 6-4      | Parcours |
| 4  | 14-05-1979 | Bancroft Trophy Vienne                | Colgate Series | 75 000 $  | Terre (ext.) | Marise Kruger Dianne Fromholtz   | Ilana Kloss        | 3-6, 6-4, 6-1 | Parcours |
| 5  | 18-06-1979 | Colgate International Eastbourne      |                | 100 000 $ | Gazon (ext.) | Betty Stöve Wendy Turnbull       | Ilana Kloss        | 6-2, 6-2      | Parcours |
| 6  | 30-07-1979 | Wells Fargo Open San Diego            |                | 75 000 $  | Dur (ext.)   | Rosie Casals Martina Navrátilová | Ann Kiyomura       | 3-6, 6-4, 6-2 | Parcours |
| 7  | 22-10-1979 | Florida Federal Open Tampa            | Colgate Series | 100 000 $ | Dur (ext.)   | Anne Smith Virginia Ruzici       | Ilana Kloss        | 7-5, 4-6, 7-5 | Parcours |

## Parcours en Grand Chelem (partiel)

### En simple dames
| Année | Championnat d'Australie Open d'Australie (janvier) | Championnat d'Australie Open d'Australie (janvier) | Internationaux de France | Internationaux de France | Wimbledon      | Wimbledon      | US National US Open | US National US Open | Championnat d'Australie Open d'Australie (décembre) | Championnat d'Australie Open d'Australie (décembre) |
| ----- | -------------------------------------------------- | -------------------------------------------------- | ------------------------ | ------------------------ | -------------- | -------------- | ------------------- | ------------------- | --------------------------------------------------- | --------------------------------------------------- |
| 1967  | -                                                  | -                                                  | -                        | -                        | -              | -              | 1er tour (1/64)     | Maryna Godwin       | n/a                                                 | n/a                                                 |
| 1969  | -                                                  | -                                                  | -                        | -                        | 2e tour (1/32) | Margaret Smith | 2e tour (1/16)      | Margaret Smith      | n/a                                                 | n/a                                                 |
| 1970  | -                                                  | -                                                  | -                        | -                        | 4e tour (1/8)  | Helga Masthoff | 1er tour (1/32)     | Kristy Pigeon       | n/a                                                 | n/a                                                 |
| 1971  | -                                                  | -                                                  | -                        | -                        | -              | -              | 1er tour (1/32)     | Joyce Barclay       | n/a                                                 | n/a                                                 |
| 1976  | -                                                  | -                                                  | -                        | -                        | -              | -              | 1er tour (1/64)     | Zenda Liess         | n/a                                                 | n/a                                                 |
| 1979  | n/a                                                | n/a                                                | 3e tour (1/8)            | Hana Mandlíková          | 3e tour (1/16) | Tracy Austin   | 1er tour (1/64)     | Kathy Jordan        | -                                                   | -                                                   |
| 1980  | n/a                                                | n/a                                                | -                        | -                        | 3e tour (1/16) | Lele Forood    | -                   | -                   | -                                                   | -                                                   |
| 1981  | n/a                                                | n/a                                                | -                        | -                        | -              | -              | 1er tour (1/64)     | Sherry Acker        | -                                                   | -                                                   |

À droite du résultat, l’ultime adversaire.

### En double dames
| Année | Championnat d'Australie Open d'Australie (janvier) | Championnat d'Australie Open d'Australie (janvier) | Internationaux de France | Internationaux de France | Wimbledon                   | Wimbledon              | US National US Open          | US National US Open       | Championnat d'Australie Open d'Australie (décembre) | Championnat d'Australie Open d'Australie (décembre) |
| ----- | -------------------------------------------------- | -------------------------------------------------- | ------------------------ | ------------------------ | --------------------------- | ---------------------- | ---------------------------- | ------------------------- | --------------------------------------------------- | --------------------------------------------------- |
| 1967  | -                                                  | -                                                  | -                        | -                        | -                           | -                      | 1er tour (1/32) S. Grant     | A. M. Arias P. Teeguarden | n/a                                                 | n/a                                                 |
| 1969  | -                                                  | -                                                  | -                        | -                        | 1er tour (1/32) S. Grant    | Lany Kaligis Lita Liem | -                            | -                         | n/a                                                 | n/a                                                 |
| 1970  | -                                                  | -                                                  | -                        | -                        | -                           | -                      | 1er tour (1/16) Mary Johnson | I. Löfdahl C. Sandberg    | n/a                                                 | n/a                                                 |
| 1971  | -                                                  | -                                                  | -                        | -                        | -                           | -                      | 2e tour (1/8) Wendy Overton  | Winnie Shaw Betty Stöve   | n/a                                                 | n/a                                                 |
| 1976  | -                                                  | -                                                  | -                        | -                        | -                           | -                      | 2e tour (1/16) P. Teeguarden | Mima Jaušovec V. Ruzici   | n/a                                                 | n/a                                                 |
| 1977  | -                                                  | -                                                  | -                        | -                        | -                           | -                      | Finale R. Richards           | Navrátilová Betty Stöve   | -                                                   | -                                                   |
| 1979  | n/a                                                | n/a                                                | 1/2 finale Ilana Kloss   | Betty Stöve W. Turnbull  | 1/4 de finale Ilana Kloss   | B. J. King Navrátilová | 3e tour (1/8) Ilana Kloss    | Penny Johnson Paula Smith | -                                                   | -                                                   |
| 1980  | n/a                                                | n/a                                                | -                        | -                        | 1er tour (1/32) Ilana Kloss | Chris Evert V. Ruzici  | -                            | -                         | -                                                   | -                                                   |
| 1981  | n/a                                                | n/a                                                | -                        | -                        | -                           | -                      | 1er tour (1/32) Lele Forood  | Andrea Jaeger C. Reynolds | -                                                   | -                                                   |

Sous le résultat, la partenaire ; à droite, l’ultime équipe adverse.

### En double mixte
| Année | Open d'Australie (janvier), | Open d'Australie (janvier), | Internationaux de France | Internationaux de France | Wimbledon                   | Wimbledon                 | US Open                      | US Open                    | Open d'Australie (décembre), | Open d'Australie (décembre), |
| ----- | --------------------------- | --------------------------- | ------------------------ | ------------------------ | --------------------------- | ------------------------- | ---------------------------- | -------------------------- | ---------------------------- | ---------------------------- |
| 1969  | -                           | -                           | -                        | -                        | 1er tour (1/64) Thomas Karp | Fay Toyne Jim Moore       | -                            | -                          | n/a                          | n/a                          |
| 1970  | n/a                         | n/a                         | -                        | -                        | 1er tour (1/64) S. Warboys  | Fay Toyne Jim Moore       | 2e tour (1/16) George Taylor | M. Eisel Larry Miller      | n/a                          | n/a                          |
| 1976  | n/a                         | n/a                         | -                        | -                        | -                           | -                         | 1er tour (1/16) Ross Case    | P. Teeguarden John Marks   | n/a                          | n/a                          |
| 1977  | n/a                         | n/a                         | -                        | -                        | -                           | -                         | 1er tour (1/16) Ken Stuart   | B. J. King V. Gerulaitis   | n/a                          | n/a                          |
| 1979  | n/a                         | n/a                         | -                        | -                        | 3e tour (1/8) Ross Case     | R. Tomanová John Marks    | 1er tour (1/16) J. Van Linge | Marise Kruger M. Edmondson | n/a                          | n/a                          |
| 1980  | n/a                         | n/a                         | -                        | -                        | 1er tour (1/32) Phil Dent   | Diane Desfor R. Van't Hof | -                            | -                          | n/a                          | n/a                          |

Sous le résultat, le partenaire ; à droite, l’ultime équipe adverse.

## Parcours aux Masters

### En double dames
| # | Date       | Nom de l'édition                        | ($)     | Surface         | Résultat   | Partenaire  | Ultimes adversaires                  | Score    |          |
| - | ---------- | --------------------------------------- | ------- | --------------- | ---------- | ----------- | ------------------------------------ | -------- | -------- |
| 1 | 02/01/1980 | Colgate Series Championships Washington | 250 000 | Moquette (int.) | 1/2 finale | Ilana Kloss | Billie Jean King Martina Navrátilová | 6-3, 6-2 | Parcours |